# Bactris ptariana
Bactris ptariana là loài thực vật có hoa thuộc họ Arecaceae. Loài này được Steyerm. mô tả khoa học đầu tiên năm 1951.